# Ђорђе Томић
Ђорђе Томић (Београд, 11. новембар 1972) бивши је српски фудбалер.

## Играчка каријера
Поникао је у београдском Партизану. Наступао је за ОФК Београд и Хајдук из Куле (1994-95), француски Генгам (1995-96) и Атлетико из Мадрида где није имао велику минутажу и један део времена је играо за Б тим (1996-98). Најбоље партије пружао је након повратка у Партизан 1998. године. Са екипом из Хумске је освојио три шампионске титуле (1993, 1994, 1999) и један пехар у Купу СР Југославије (1994). Од 2000. године наступао је у шпанском клубу Реал Овиједо (2000-03) који је тренирао Радомир Антић. Играчку каријеру је завршио 2005. у корејском Инчону.
За репрезентацију СР Југославије одиграо је један меч: 10. фебруара 1999. године против Малте у Ла Валети (победа 3:0).
Од 2011. године је постао председник фудбалског клуба Срем из Јакова.

## Трофеји

### Партизан
- Првенство СР Југославије (3) : 1993, 1994, 1999.
- Куп СР Југославије (1) : 1994.